# 1783 год в литературе

## События
- В Петербурге на предновогоднем заседании Академии наук была создана новая русская буква — ё.
- В сентябре Иван Андреевич Крылов пишет в С.-Петербургскую казенную палату письмо императрице Екатерине Алексеевне.
- 21 июля — опубликован манифест Екатерины II о присоединении Крымского ханства к России.[1]
- 11 октября — основана Российская академия.

## Книги

### Поэзия
- Заговор Фиеско в Генуе — историческая драма немецкого писателя Фридриха Шиллера.
- «Росслав» — трагедия русского писателя Якова Княжнина.
- Ипполит Фёдорович Богданович написал в этот год такие произведения как «Басня на пословицу: Воля со мною твоя, а по правде усадьба моя», «Журавли и Комар», «К моему другу («Мой друг! не ведаю, какому чуду веришь…»)», «Лев и Ребята», «Пчёлы и Шмель», «Разговор между Минервой и Аполлоном», «Слух и видение», «Станс к Дмитрию Григорьевичу Левицкому («Левицкий! начертав российско божество…»)», «Стихи к деньгам» и доработанная автором версия поэмы «Душенька» [2]
- Гавриилой Романовичем Державиным были написаны следующие стихотворения «Благодарность Фелице», «Видение мурзы», «Лев и волк», «На увеселительный сад, названный Капризом», «Решемыслу», «Эпитафия мудрецу нынешнего века».[3]
- Была создана ода «Вольность» Александра Николаевича Радищева.
- «Ее сиятельству княгине Екатерине Романовне Дашковой», автор Михаил Матвеевич Херасков.
- Стихотворение «Эклога. Три грации. На день рождения Ея Высочества Великия Княжны Александры Павловны» написано Ермилом Ивановичем Костровым в связи с рождением 29 июля 1783 года дочери Павла Петровича и Марии Федоровны великой княжны Александры Павловны (1783—1801) и опубликовано в журнале «Собеседник любителей российского слова».
- Василий Васильевич Капнист создал такие литературные творения как «Ода на рабство», «Ответ Рафаэла певцу Фелицы» и «Сатира первая и последняя».
- «Вопросы» — сатирическое произведение Дениса Ивановича Фонвизина.
- «О воспитании и наставлении детей» Николая Ивановича Новикова.[4]
- 22 апреля — труд «Слово о разных способах, теснейший союз души с телом изъясняющих…» Дмитрия Сергеевича Аничкова.
- «Учение древнего любомудрия и богомудрия…» Ивана Перфильевича Елагина.
- Трагедия в пяти действиях «Дружество», автор Пётр Алексеевич Плавильщиков.[5]
- Комедия в пяти действиях «Недоросль» Дениса Ивановича Фонвизина.
- Впервые опубликовано «Коварство и любовь» Фридриха Шиллера, перевод опубликован в 1857 году, а выпущенное собрание сочинений в 1901 году.
- «Кофейница»: комическая опера в трех действиях Ивана Андреевича Крылова

### Публицистика
- Екатерина II написала «Журнальные сатирические и полемические статьи» позднее опубликованные в журнале «Всякая всячина».
- Опубликовано письмо, которое Денис Фонвизин написал Екатерине II, в ответ на её фельетоны под названием «Были и небылицы», публиковавшиеся в журнале «Собеседник»[a]. Фонвизин выступал как «Сочинитель вопросов», а Екатерина II как «Сочинитель «Былей и небылиц»».
- 20 июня[6] и 12 июля[7] — опубликованы письма-обращения в журнале «Собеседник любителей российского слова» «К господам издателям Собеседника любителей российского слова».
- Опубликован «Краткодлинный ответ тому из господ издателей Собеседника, который удостоил сочинителя Былей и Небылиц письмом» от Екатерины II.[8]
- «Начертание для составления толкового словаря славяно-российского языка», «Опыт Российского сословника», «Примечание на критику, напечатанную на 113 и 114 страницах II части «Собеседника», касающуюся до Опыта российского сословника»[9], «Способ, коим работа толкового словаря славяно-российского языка скорее и удобнее производиться может»[10] и «Челобитная Российской Минерве от Российских писателей» Фонвизина Дениса Ивановича.
- «Пролог», автор Николай Александрович Львов. Был закончен за месяц до официального торжественного открытия Академии Российской.

## Родились
- 23 января — Стендаль, французский писатель.
- 9 февраля — Василий Андреевич Жуковский, русский поэт, один из основоположников романтизма в русской поэзии.

## Умерли
- 2 января — Иоганн Якоб Бодмер, швейцарский писатель, филолог, литературный критик.

### Комментарии
1. ↑  Скорее всего имеется в виду ежемесячный журнал «Собеседник любителей российского слова, содержащий разные сочинения в стихах и в прозе некоторых российских писателей»